# Sumska Rada Obwodowa

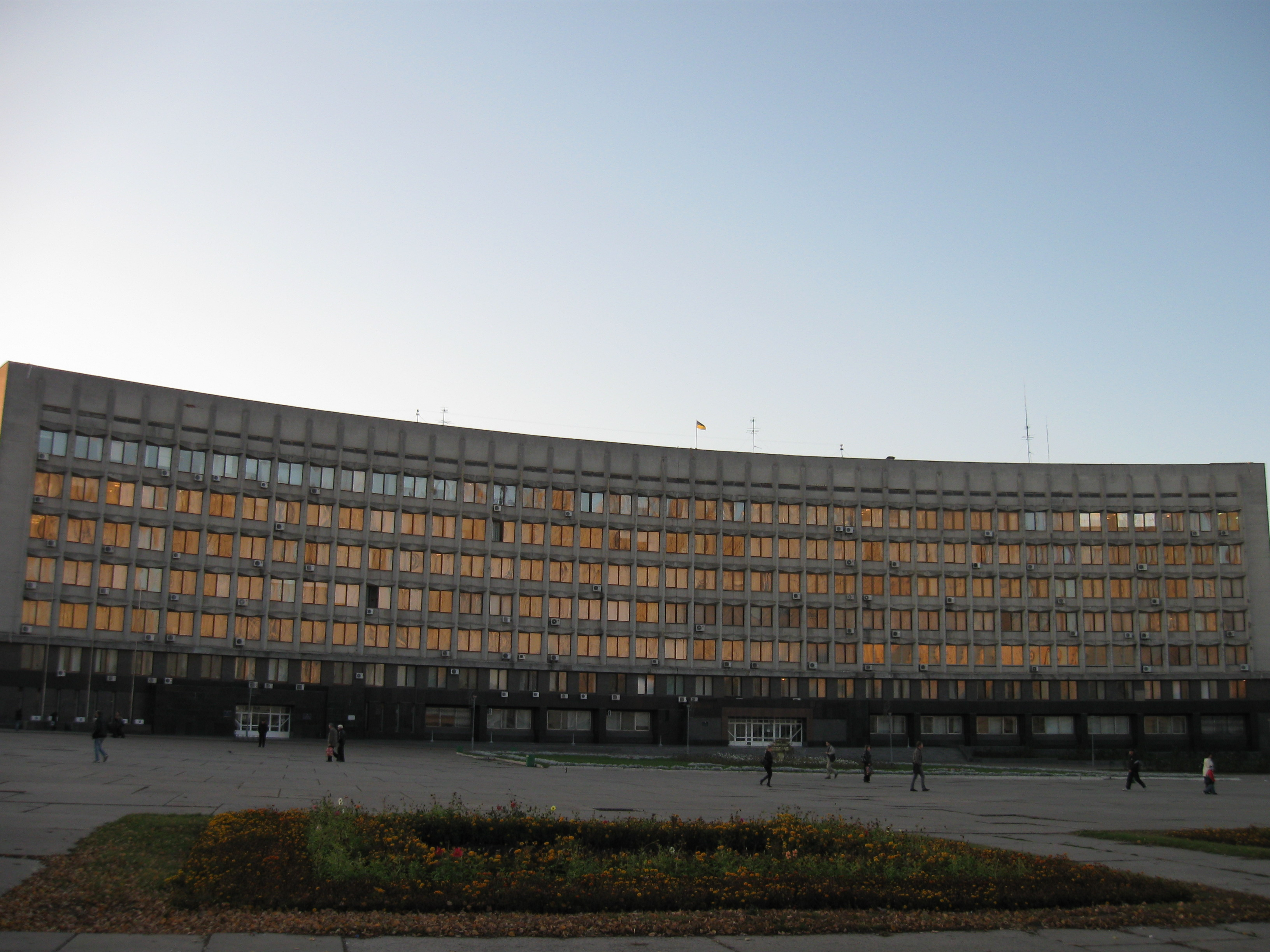
Budynek rady obwodowej

Sumska Rada Obwodowa (ukr. Сумська обласна рада) – organ obwodowego samorządu terytorialnego w obwodzie sumskim Ukrainy, reprezentujący interesy mniejszych samorządów – rad rejonowych, miejskich, osiedlowych i wiejskich, w ramach konstytucji Ukrainy oraz udzielonych przez rady upoważnień. Siedziba Rady znajduje się w Sumach.

## Przewodniczący Rady
- Wołodymyr Szewczenko (od 5 kwietnia 1990 do 18 września 1991)
- Anatolij Bondarenko (od 8 października 1991 do 26 czerwca 1994)
- Anatolij Jepifanow (od lipca 1994 do 22 czerwca 1999)
- Marko Berfman (od 6 lipca 1999 do 28 kwietnia 2006)
- Wiaczesław Szaposznyk (od 28 kwietnia 2006 do 2 czerwca 2009)
- Wołodymyr Tokar (od 2 czerwca 2009 do 18 listopada 2010)
- Hennadij Mychajłenko (od 18 listopada 2010 do 24 lutego 2014)
- Mykoła Kłoczko (od 24 lutego 2014)